# СПГ-термінал

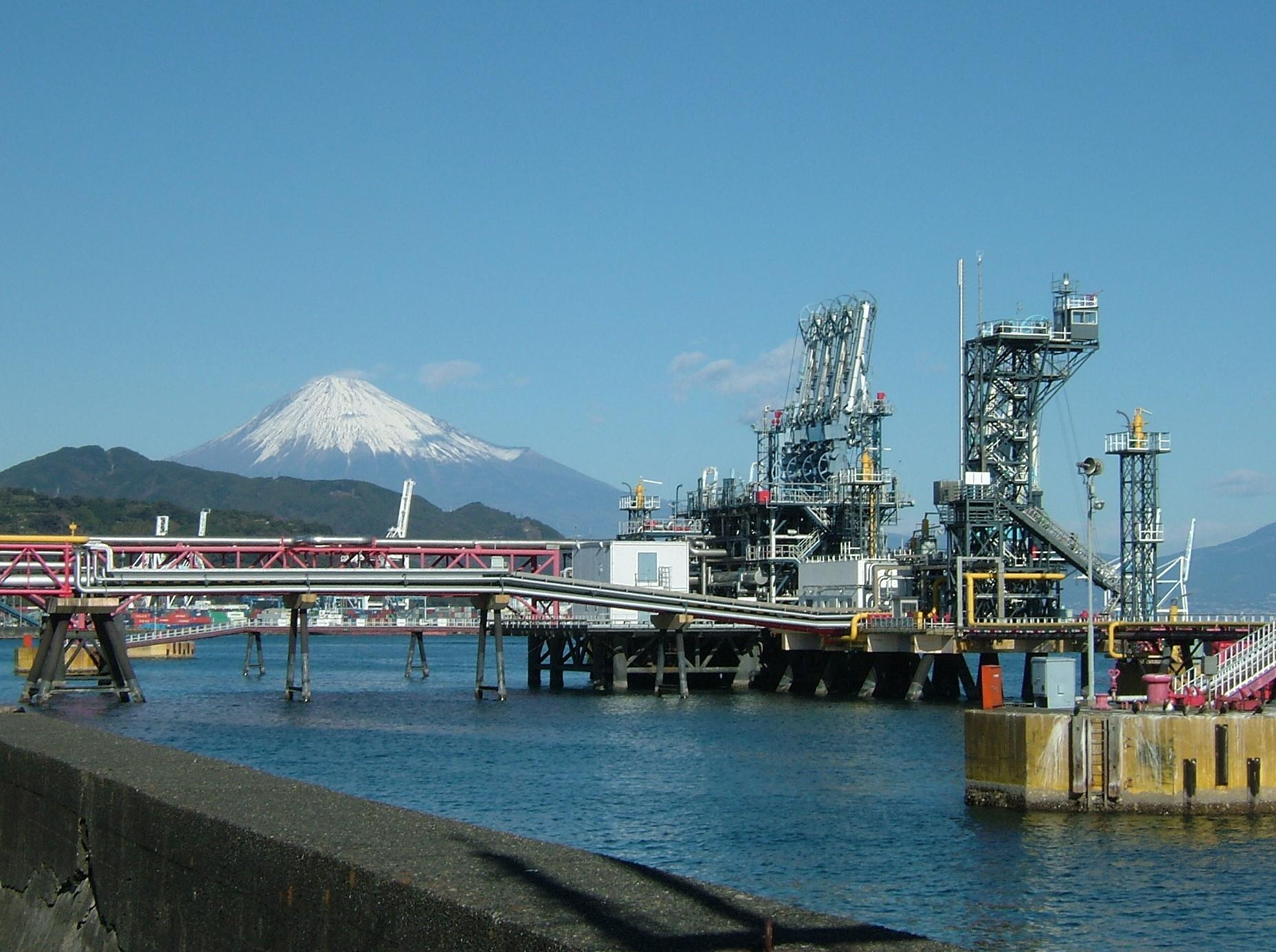
Труби терміналу для отримання зрідженого природного газу поблизу міста Сідзуока, Японія, на тлі гори Фудзі.

СПГ-, ЗПГ- або LNG-термінал (від Скраплений (Зріджений) Природний Газ, англ. Liquefied Natural Gas) — поширена назва спеціальних портових споруд, призначених для:
- зрідження (скраплення) та відправлення зрідженого природного газу (англ. LNG liquefaction plant)
- отримання та регазифікації зрідженого природного газу (англ. LNG import terminal)

Також існують танкери-регазифікатори зрідженого газу (англ. Floating Storage and Regasification Unit, FSRU) — це або спеціально створені платформи, або СПГ-танкери, обладнані установками регазифікації.

## У світі

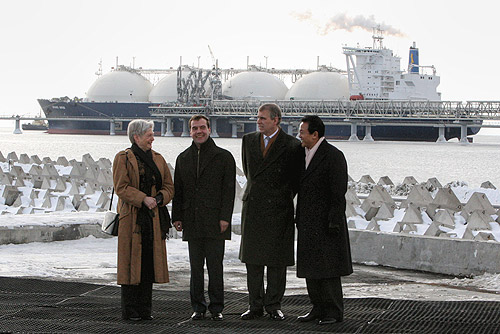
СПГ-танкер Гранд Аніва. Попереду стоять: президент Росії Дмитро Медведєв, прем'єр-міністр Японії Таро Асо, герцог Йоркський принц Ендрю і міністр економіки Нідерландів Марія ван дер Хувен.

Станом на 2010 рік номінальна сукупна потужність регазифікаційних ЗПГ-терміналів у світі становила 847 млрд м³ газу на рік. Потужність терміналів зрідження та відправки скрапленого газу становила 340 млрд м³ газу на рік.

## В Україні
Будівництво терміналу з отримання зрідженого газу є одним із найпріоритетніших національних проєктів. Національний проєкт ініційовано рішенням Президента України від 25 серпня 2010 року. Станом на кінець 2012 року проєкт перебував у стані будівництва. Термінал знаходиться на узбережжі Чорного моря поблизу міста Южне.